# Dipartimento di Telsen
Telsen è un dipartimento argentino, situato nella parte settentrionale della provincia del Chubut, con capoluogo Telsen.

## Geografia fisica
Esso confina a nord con la provincia di Río Negro, a est con il dipartimento di Biedma, a sud con quelli di Gaiman e Mártires, e a sud-ovest con il dipartimento di Gastre.
Il dipartimento fa parte della comarca della Meseta Central.

## Società

### Evoluzione demografica
Secondo il censimento del 2010, su un territorio di 19.893 km², la popolazione ammontava a 1.644 abitanti, con una diminuzione demografica dell'8,1% rispetto al censimento del 2001.
Abitanti censiti

## Amministrazione
Nel 2001 il dipartimento comprendeva:
- 2 comuni rurali (comunas rurales): Gan Gan e Telsen.